# Maldanin
Maldanin (niem. Maldaneyen, 1938–1945 Maldaneien) – wieś w Polsce położona w województwie warmińsko-mazurskim, w powiecie piskim, w gminie Pisz.
Miejscowość jest siedzibą sołectwa. Według podziału administracyjnego obowiązującego do 1998 roku należała do województwa suwalskiego.